# Journée des Harengs
Guerre de Cent Ans
Batailles
La journée des Harengs, également bataille des harengs ou bataille de Rouvray, est une bataille qui se déroula sur le territoire de la commune de Rouvray-Saint-Denis (40 km au nord d'Orléans) le 12 février 1429.
Elle fut appelée « journée des Harengs » car le convoi anglais attaqué par les Français transportait du poisson et d'autres victuailles destinés à être consommés pendant le carême.

## Déroulement
Les Français postaient des espions auprès des armées anglaises pour tenter de connaître leurs intentions. L'un de ces hommes informa les Français de la sortie de 300 chariots de la ville de Chartres, convoi escorté par 1 500 Anglais sous le commandement de Jean Fastolf et du prévôt de Paris, Simon Morhier.
Apprenant la nouvelle, plusieurs milliers de Français sortirent d'Orléans avec à leur tête Jean de Dunois, comte de Longueville. De son côté, Charles de Bourbon, comte de Clermont et futur Charles Ier, duc de Bourbon, prit du retard pour effectuer sa jonction avec le comte de Longueville. Les Anglais en profitèrent pour disposer leurs chariots en cercle et attendirent les Français de pied ferme. Les Français manquèrent leur effet de surprise. Une dispute éclata entre Jean Stuart de Derneley, comte d'Évreux (fils d'Alexandre Stuart, à ne pas confondre avec un homonyme, Jean Stuart, comte de Buchan, dit Boucan, lequel fut fait connétable de France en 1424), commandant les troupes écossaises alliées aux Français, et Jean de Dunois. Chacun avait son avis sur la manière de livrer bataille aux Anglais. Le comte d'Évreux voulait combattre à cheval, le comte de Longueville préférait se battre à pied. Pour finir, chacun engagea le combat selon sa propre idée. Charles de Bourbon, comte de Clermont, arriva au moment où la dispute éclatait, mais ne broncha pas.
Les Anglais sortirent de leur retranchement et mirent en déroute les Français. Il y eut bien une légère riposte de La Hire et de Jean Poton de Xaintrailles, mais bien qu'ils eussent fait plusieurs tués, ils abandonnèrent eux aussi la lutte. Beaucoup de capitaines, dont Jean Stuart de Derneley et Guillaume d'Albret, périrent lors de cette journée des Harengs.

## Morts au combat lors de la journée des Harengs
- Guillaume Stuart, frère du précédent
- Guillaume d'Albret, fils de Charles Ier d'Albret
- Jean Chabot
- Verduzan
- Châteaubrun
- Jean de Rochechouart
- Bertrand de Blanc

## Dans la littérature
Dans le troisième tome de sa Trilogie hussite, Lux Perpetua, Andrzrej Sapkowski écrit une version romancée de la bataille où les anglais disposent leurs chariots en s'inspirant du Wagenburg utilisé par les hussites en Bohème.